# Sven Gösmann
Sven Gösmann (* 1. März 1966 in  Münden) ist ein deutscher Journalist. Er ist Chefredakteur der Deutschen Presse-Agentur (dpa).

## Leben
Sven Gösmann wurde als Sohn des Braunschweiger Polizeidirektors Bodo Gösmann und seiner Frau Gerda in Münden (heute Hann. Münden) geboren und wuchs im Mündener Ortsteil Neumünden auf. Er begann seine berufliche Laufbahn bei der Braunschweiger Zeitung, studierte in Berlin Politikwissenschaft und arbeitete anschließend für die Berliner Morgenpost und die Welt, in Hannover als Landeskorrespondent der Braunschweiger Zeitung und des Weser-Kuriers. Es folgten die Stationen Politikchef der Welt am Sonntag und stellvertretender Chefredakteur der Bild mit Zuständigkeit für die Ressorts Politik und Wirtschaft.
2005 verließ er den Axel-Springer-Verlag und wurde Chefredakteur bei der Rheinischen Post. Seit 1. Januar 2014 ist er in gleicher Funktion bei der Nachrichtenagentur dpa tätig, wo er Wolfgang Büchner nachfolgte, der als Chefredakteur zum Nachrichtenmagazin Der Spiegel wechselte.